# سیمون کولینا
سیمون کولینا (انگلیسی: Simón Colina؛ زادهٔ ۷ فوریهٔ ۱۹۹۵) بازیکن فوتبال اهل اسپانیا است.
از باشگاه‌هایی که در آن بازی کرده‌است می‌توان به باشگاه فوتبال نئا سالامیس فاماگوستا و باشگاه فوتبال پاتریک تیسل اشاره کرد.